# No Time to Chill
No Time to Chill – piąty album niemieckiej grupy Scooter wydany 20 lipca 1998 roku.
W Polsce nagrania uzyskały status złotej płyty.
Promujące go single to: "How Much Is the Fish", "We Are the Greatest / I Was Made for Lovin' You" i "Call Me Manana".

## Lista utworów
1. Last Warning – 0:56
2. How Much Is The Fish? – 3:45
3. We Are The Greatest – 5:08
4. Call Me Manana – 3:54
5. Don't Stop – 3:39
6. I Was Made for Lovin’ You – 3:32
7. Frequent Traveller – 3:35
8. Eyes Without A Face – 3:17
9. Hands Up! – 3:05
10. Everything's Borrowed – 5:13
11. Expecting More From Ratty – 4:10
12. Time And Space – 4:49

## Notowania
| Kraj/Region | Pozycja | Status | Sprzedaż |
| ----------- | ------- | ------ | -------- |
| Węgry       | 1       |        |          |